# Can Quintana (Cànoves)
|  | Aquest article tracta sobre Can Quintana de Cànoves. Vegeu-ne altres significats a « Can Quintana (desambiguació)». |

Can Quintana és una obra de Cànoves i Samalús (Vallès Oriental) inclosa a l'Inventari del Patrimoni Arquitectònic de Catalunya.

## Descripció
La casa està situada al costat de l'ermita de Sant Salvador de Terrades, també anomenada de Quintanilla. És un edifici aïllat d'estructura complexa. L'edifici principal aprofita el desnivell de la muntanya. A la banda esquerra té diversos cossos annexes. La façana principal, orientada a migdia, és asimètrica i està coberta a dues aigües. El portal adovellat és d'arc de mig punt i al damunt té dues finestres emmarcades per grans carreus i amb ampit. A l'interior conserva encara el sostre de fusta.

## Història
En el fogatge de 1553 apareix esmentat Jaume Bassa, àlies Quintana. La casa no té cap característica particular que permeti donar una datació amb certesa però possiblement va ser aixecada als segles xvi o xvii. Va passar a mans de la família Volart a començaments dels anys 40 del segle xx.